# Jean Harlow
Jean Harlow (Kansas City (Missouri), 3 maart 1911 - Los Angeles (Californië), 7 juni 1937) was een Amerikaanse actrice.

## Biografie

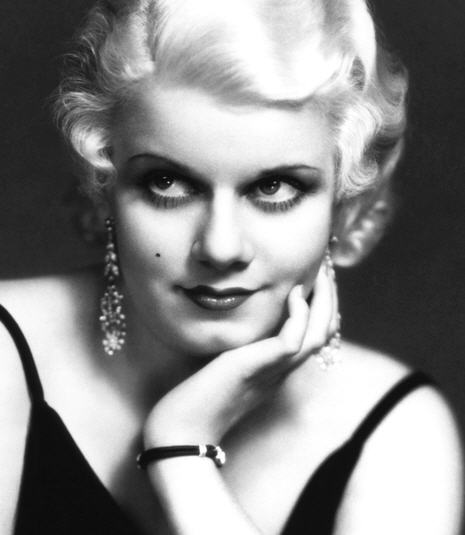
Jean Harlow

Harlow, ook wel bekend als "The Platinum Blonde", is volgens de media de opvolgster van 's werelds eerste sekssymbool Clara Bow en de voorganger van Marilyn Monroe.
Harlow was de dochter van een succesvolle tandarts. In 1927 liep ze op zestienjarige leeftijd weg van huis en trouwde met de 23-jarige advocaat Charles Fremont McGrew.
Ze verhuisden naar Los Angeles en daar figureerde zij in films. Vanaf 1928 meldde ze zich bij talloze castingbureaus. Na de scheiding van McGrew in 1929 zette ze zich nog meer in om eindelijk een grote rol te krijgen en datzelfde jaar lukte haar dat in een film van Hal Roach.
In 1930 kwam Harlows grote doorbraak in een film van Howard Hughes: Hell's Angels. Hughes bood Jean een contract aan. In 1931 speelde Harlow in de film Platinum Blonde, waardoor ze het nieuwe sekssymbool werd. Haar volgende film was Red Dust (1932), een van de zes films waarin ook Clark Gable met haar in de cast zat. Op 2 juli 1932 trouwde zij met Paul Bern. Tijdens een van de opnamedagen op 5 september 1932 vernam zij dat Bern zelfmoord had gepleegd.
De crew was bang dat Harlow vervangen moest worden, omdat haar hart gebroken was. Toch ging ze door en de film werd ook nog eens een enorm succes. Harlow werd een superster.
In 1933 speelde Harlow in nog twee films: eerst Dinner at Eight, waar ze haar talenten als komiek bewees, en niet veel later Bombshell, een verhaal gebaseerd op haar eigen leven. Ook dat jaar trouwde Harlow met Harold Rosson, haar derde en laatste echtgenoot.
Al in 1935 scheidde ze alweer en ook dat jaar speelde Harlow weer in een film waarin ook Gable speelde: China Seas. Bij een van de opnamedagen van haar laatste film Saratoga (1937), ook nu weer met ook Clark Gable, werd ze met spoed overgebracht naar het ziekenhuis waar ze stierf aan een urinevergiftiging, een gevolg van acuut nierfalen. Dat was op 7 juni 1937, ze was amper 26. Mede door de dood van Harlow werd de film een enorme hit.
Veel blonde sekssymbolen zouden haar nog opvolgen, maar Jean Harlow was de allereerste.